# آتزونه
آتزونه (به ایتالیایی: Azzone) یک کومونه در ایتالیا است که در استان برگامو واقع شده‌است. آتزونه ۱۶٫۸ کیلومتر مربع مساحت و ۴۵۸ نفر جمعیت دارد و ۹۷۳ متر بالاتر از سطح دریا واقع شده‌است.